# Werner Möckel
Werner Möckel (* 19. Mai 1923; † 2. August 1960) war ein deutscher Fußballspieler.

## Werdegang
Der Stürmer Werner Möckel begann seine Karriere beim Planitzer SC und spielte ab 1945 zunächst für die SG Cainsdorf aus Zwickau. Im Januar 1948 wechselte Möckel zum SV Ennigloh 09 aus Bünde und spielte ein Jahr lang in der Bezirksklasse, bevor er während der Winterpause der Saison 1948/49 zum STV Horst-Emscher aus der erstklassigen Oberliga West weiterzog. Mit den Gelsenkirchenern erreichte Möckel die deutsche Fußballmeisterschaft 1949/50, wo der STV im Achtelfinale an der SpVgg Fürth scheiterte. Von 1952 bis 1958 ließ Möckel seine Karriere beim VfB Bottrop ausklingen. Werner Möckel absolvierte für Horst-Emscher 72 Oberligaspiele und erzielte dabei 16 Tore.